# Walter Trice
Walter Trice (* 17. Dezember 1948 in Oak Ridge, Tennessee; † 23. August 2009 in Massachusetts) war ein US-amerikanischer Backgammonspieler. Er war sowohl als Turnierspieler als auch als Analyst erfolgreich.

## Leben
Walter Trice wuchs in Tennessee auf. Sein Vater hatte an der Entwicklung der Atombombe mitgearbeitet. Trice besuchte von 1966 bis 1970 die Wesleyan University mit dem Hauptfach Mathematik.
Da er keine Beschäftigung als Mathematiker fand, arbeitete Trice von 1970 bis 1988 für ein Versicherungsunternehmen. Davon war er zwischen 1982 und 1985 bei einem Software-Unternehmen in Indianapolis. Dort lernte er Backgammon zu spielen. Ab 1988 lebte er zurückgezogen in Massachusetts; er schrieb Artikel über Backgammon und Software.
Walter Trice gewann mehrere Turniere, unter anderem in Indianapolis im April 1991, beim Indianapolis Labor Day 1993 und die NEBC Meisterschaft im Juni 1991.
Erst am 21. August 2009, zwei Tage vor seinem plötzlichen Tod, hat er seinen letzten Gammonvillage-Artikel (Cubes After an Endgame Hit) veröffentlicht. Auch auf anderen Backgammon-Community-Sites hat Trice regelmäßig Artikel veröffentlicht. Walter Trice starb unerwartet am 23. August 2009.

## Backgammon Boot Camp
Sein Buch Backgammon Boot Camp ist ein umfassendes Werk, mit dessen Hilfe man sich vom Anfänger zum Turnierspieler entwickeln kann.
Das Buch entstand aus einer Artikelserie bei einer Backgammon-Community, für die Trice seit langen Jahren als Kolumnist tätig war. Nachdem er die wesentlichen Prinzipien und Strategien des Backgammon in seiner Kolumne seit 2002 eingehend beleuchtet hatte, stellte sich diese Serie als äußerst beliebt bei den Lesern heraus. Daher entstand die Idee, die Inhalte der Artikel in Buchform zu bringen. Es entstand eines der bedeutendsten Standardwerke zum modernen Backgammon seit Veröffentlichung der Backgammon-„Bibel“ von Paul Magriel im Jahr 1974.